# Круги (зупинний пункт)
Круги́ — пасажирський залізничний зупинний пункт Рівненської дирекції Львівської залізниці.
Розташований між селами Старі Кошари та Нові Кошари, Ковельський район, Волинської області на лінії Ковель — Ягодин між станціями Ковель (14 км) та Мацеїв (12 км).
Станом на лютий 2019 року щодня три пари дизель-потягів прямують за напрямком Ковель-Пасажирський — Ягодин.